# 松浦耕大
 松浦 耕大（まつうら こうだい、1993年4月6日 - ）は、福岡県北九州市出身の元プロ野球選手（捕手）。右投右打。NPBでは育成選手であった。

## 経歴
福岡県立八幡南高等学校では県大会3回戦が最高で甲子園出場経験はなかった。
高校卒業後は広島県のMSH医療専門学校に進学し、1年目の2013年に全日本クラブ野球選手権大会に出場した。
2014年10月23日に行われたプロ野球ドラフト会議にて、広島東洋カープから育成選手ドラフト1巡目指名を受けた。同年11月7日に支度金300万円、年俸300万円（推定）で仮契約を結んだ。
2015年は、二軍で5試合に出場。2016年は、四国アイランドリーグplusの愛媛マンダリンパイレーツへ派遣された。
2017年10月4日、支配下登録となることなく戦力外通告を受け、10月31日、自由契約公示された。
2018年4月から、母校のMSH医療専門学校へ復学し、柔道整復師資格の取得を目指す。

## 選手としての特徴
MSH医療専門学校の片岡新之介監督が「捕るだけならすぐにプロで通用する」と太鼓判を押したほど捕球技術に優れている。

## 詳細情報

### 年度別打撃成績
- 一軍公式戦出場なし

### 背番号
- 121 （2015年 - 2017年）
- 22 （2016年） ※愛媛マンダリンパイレーツでの背番号